# Samtgemeindeausschuss
Der Samtgemeindeausschuss ist nach der Niedersächsischen Gemeindeordnung ein Organ der niedersächsischen Samtgemeinden. Anders als die Bezeichnung vermuten lässt, handelt es sich nicht um einen Ausschuss des Samtgemeinderates, sondern um ein eigenständiges und vom Samtgemeinderat unabhängiges Organ mit eigenen Aufgaben und Kompetenzen gegenüber dem Samtgemeinderat und dem Samtgemeindebürgermeister. Der Samtgemeindeausschuss wird aus der Mitte des Rates gebildet. Er besteht je nach Größe des Rates aus zwei bis zehn Beigeordneten sowie ggf. sog. Grundmandaten ohne Stimmrecht, wenn auf eine Partei oder Wählergruppe kein Sitz eines Ausschusses entfallen ist. Der Samtgemeindebürgermeister ist kraft seines Amtes Mitglied des Samtgemeindeausschusses und hat den Vorsitz inne. Die Beigeordneten sind nicht für die Dauer der Wahlperiode berufen, sondern können jederzeit auch gegen ihren Willen von der Partei oder Gruppe, von der sie vorgeschlagen wurden, wieder abberufen werden.
Zu den Aufgaben des Samtgemeindeausschusses gehört es insbesondere, die Beschlüsse des Samtgemeinderates vorzubereiten. Ein Ratsbeschluss ohne vorherige Vorbereitung ist unwirksam. Weiterhin kann er sich dem Samtgemeindebürgermeister gegenüber im Einzelfall die Entscheidung über Geschäfte der laufenden Verwaltung vorbehalten und entscheidet in solchen Angelegenheiten auch dann, wenn der Samtgemeindebürgermeister sie ihm zur Entscheidung vorlegt. Ferner nimmt er die ihm vom Samtgemeinderat zur Entscheidung delegierten Aufgaben wahr, wozu regelmäßig vor allem die Kontrolle der Verwaltung gehört. Schließlich kommt ihm die sog. „Lückenkompetenz“ zu, was bedeutet, dass der Samtgemeindeausschuss zuständig ist, wenn keine Zuständigkeit eines anderen Organs besteht.